# Quando Falcone incontrò la mafia
Quando Falcone incontrò la mafia. I primi processi del magistrato a Cosa Nostra nel Palazzo di Giustizia di Trapani ed altre singolari vicende (presentazione di Dino Petralia, Trapani, Di Girolamo Editore, 2014) è il solo volume che indaga e propone, in modo ampio e puntuale, la prima metà della carriera e dell’attività giudiziaria del magistrato Giovanni Falcone, svoltasi a Trapani dal 1969 al 1978, recuperando anche molti aspetti della sua vivace vita privata e sociale di quel tempo.
Il libro, opera di Salvatore Mugno, raccoglie, inoltre, documenti e materiali iconografici inediti relativi al magistrato, in parte poi confluiti, insieme alla testimonianza dell’autore, in un documentario (Chiedi chi era Giovanni Falcone) realizzato e trasmesso dalla Rai nel 2022, in occasione del trentennale della Strage di Capaci.

## Contenuti
Il volume ricostruisce l’intenso e pressoché sconosciuto tirocinio di magistrato antimafia di Giovanni Falcone a Trapani (1967-1978), attraverso le funzioni e gli incarichi da lui assunti e i numerosi processi istruiti.
In questo capoluogo egli, infatti, svolse numerose mansioni: da Sostituto alla Procura della Repubblica a giudice istruttore, da componente della Sezione Antimafia del Tribunale a giudice civile, da magistrato di sorveglianza a giudice fallimentare, da giudice del lavoro a membro della sezione agraria.
Il testo racconta, al contempo, grazie alle molteplici testimonianze di amici e colleghi del giudice nonché di cronisti, la spumeggiante sfera sociale e l’interessante profilo privato della sua vita in quegli anni. 
Dal saggio emerge che gran parte degli "uomini d’onore" e delle più potenti "famiglie" mafiose del Trapanese erano finite, in qualche misura, nel suo raggio d’osservazione e operatività: da Mariano Licari a Salvatore Zizzo, dai Rimi al giovanissimo Francesco Messina Denaro. 
Viene anche ricostruita la disavventura occorsa nel 1976 al magistrato nelle carceri di Favignana, dove, nella sala colloqui, un detenuto lo bloccò per molte ore ponendogli un coltello alla gola.
Il libro riferisce, inoltre, anche di taluni singolari processi, di varia natura, di cui il magistrato ebbe ad occuparsi.
In appendice riporta l’inedito testo integrale di una conferenza che il magistrato tenne il 20 febbraio 1971, in un hotel nei pressi di Trapani: I reati del momento: peculato per distrazione ed interesse privato in atti di ufficio (pp. 137-144):
(Quando Falcone incontrò la mafia, p. 137)